# 斯托皮拉·苏恩祖
斯托皮拉·苏恩祖（Stoppila Sunzu，1989年6月22日—），是一名赞比亚职业足球运动员，现在效力于中国足球超级联赛球队長春亞泰。

## 俱乐部生涯
苏恩祖的父亲菲利克斯·苏恩祖来自扎伊尔，曾担任赞比亚球队孔科拉刀剑的守门员，后来留在赞比亚，他的哥哥小菲利克斯·苏恩祖也是足球运动员。 苏恩祖在孔科拉刀剑开始足球生涯，之后转投非洲体育，2008年加盟另一支赞比亚球队詹纳科。他曾前往英格兰球队雷丁试训，但由于工作许可证的缘故，最终未能留下。2008年9月，他被租借到法国球队沙托鲁一个赛季，但没有出场记录。2010年，苏恩祖转会到民主刚果球队TP马赞姆贝。2014年1月6日，他加盟法国足球甲级联赛球队索肖，并随队在赛季结束后降级到法乙联赛。
2014年12月29日，中国足球超级联赛球队上海绿地申花宣布苏恩祖加盟球队。 2015年3月8日，他在2015赛季中超第一轮比赛首次代表上海绿地申花在正式比赛出场，并在比赛中射进一球，帮助球队6比2击败上海申鑫。

## 国家队生涯
苏恩祖曾代表赞比亚U-20国家队参加在加拿大举行的2007年U20世界盃足球賽。 他在2009年非洲国家锦标赛预选赛赞比亚和博茨瓦纳的比赛中首次代表成年国家队出场。他先后参加了2010年非洲國家盃、2012年非洲國家盃、2013年非洲國家盃和2015年非洲國家盃，其中2012年在对阵科特迪瓦的决赛点球决胜中射进致胜点球，最终帮助赞比亚历史上首夺非洲杯冠军。
2013年10月，由于赞比亚足协和TP马赞姆贝未能对球员在国家队的使用达成一致，苏恩祖和两名队友成为赞比亚方面的通缉对象。 他们三人的护照被赞比亚移民局没收， 不过之后得到赞比亚政府的谅解。